# Lilián Buglia
Lilián Buglia (Lilián Reyna Buglia Mendoza; * 22. Januar 1934; † 10. Oktober 2016) war eine argentinische Sprinterin und Weitspringerin.
Bei den Panamerikanischen Spielen 1951 in Buenos Aires wurde sie Fünfte im Weitsprung.
1952 gewann sie bei den Südamerikameisterschaften in Buenos Aires Bronze über 100 m. Bei den Olympischen Spielen in Helsinki schied sie im Weitsprung, über 100 m und in der 4-mal-100-Meter-Staffel in der ersten Runde aus.
1955 gewann sie bei den Panamerikanischen Spielen in Mexiko-Stadt Silber mit der argentinischen 4-mal-100-Meter-Stafette.

## Persönliche Bestleistungen
- 100 m: 12,38 s, 1955
- Weitsprung: 5,73 m, 5. Dezember 1953, Rosario